# Emmanuelle Charpentier
Emmanuelle Marie Charpentier, född 11 december 1968 i Juvisy-sur-Orge i Essonne i Frankrike, är en fransk forskare inom mikrobiologi och biokemi. Charpentier tilldelades 2020 nobelpriset i kemi tillsammans med Jennifer Doudna.

## Biografi
Emmanuelle Charpentier studerade biokemi, mikrobiologi och genetik vid Pierre och Marie Curie-universitetet i Paris, och doktorerade 1995 med forskning hon bedrivit vid Pasteurinstitutet. Efter disputationen var hon verksam vid flera universitet och sjukhus i USA, bland andra Rockefeller University, New York University Langone Medical Center, Skirball Institute of Biomolecular Medicine (alla i New York) och St Jude Children’s Research Hospital in Memphis, Tennessee.  
År 2002 återvände hon till Europa, till Max F Perutz-laboratoriet och Medicinska universitet vid Wiens universitet, där hon startade sin egen forskargrupp och blev docent i mikrobiologi 2006. Hon rekryterades till Umeå universitet, där hon från 2008 ledde en självständig forskargrupp vid The Laboratory for Molecular Infection Medicine Sweden (MIMS) och åren 2014–2017 var gästprofessor vid Umeå Centre for Microbial Research (UCMR).  
Från 2013 till 2015 var Charpentier professor vid Hannover Medical School i Tyskland, där hon 2014 utsågs till Alexander von Humboldt-professor. Hon var samtidigt  föreståndare för forskningsavdelningen Regulation in Infection Biology vid Helmholtz Centre for Infection Research i Braunschweig. 
Sedan 1 oktober 2015 är hon vetenskaplig medlem i tyska Max Planck-sällskapet, samt föreståndare för en forskningsavdelning vid Max Planck Institute for Infection Biology i Berlin. Sedan 2016 är hon associerad hedersprofessor vid Humboldt-Universität zu Berlin. Sedan 2018 är hon grundare av och föreståndare för det fristående institutet Max Planck Unit for the Science of Pathogens inom Max Planck-sällskapet. En ny donation från Kempestiftelserna och Knut och Alice Wallenbergs Stiftelse gjorde det möjligt för Umeå universitet att tilldela Emmanuelle Charpenter EC Jubileumspris 2015 vilket genom The MIMS Excellence by Choice Programme ger henne möjlighet att erbjuda fler unga forskare plats som postdoktorer i forskargrupper inom MIMS.

## Forskning

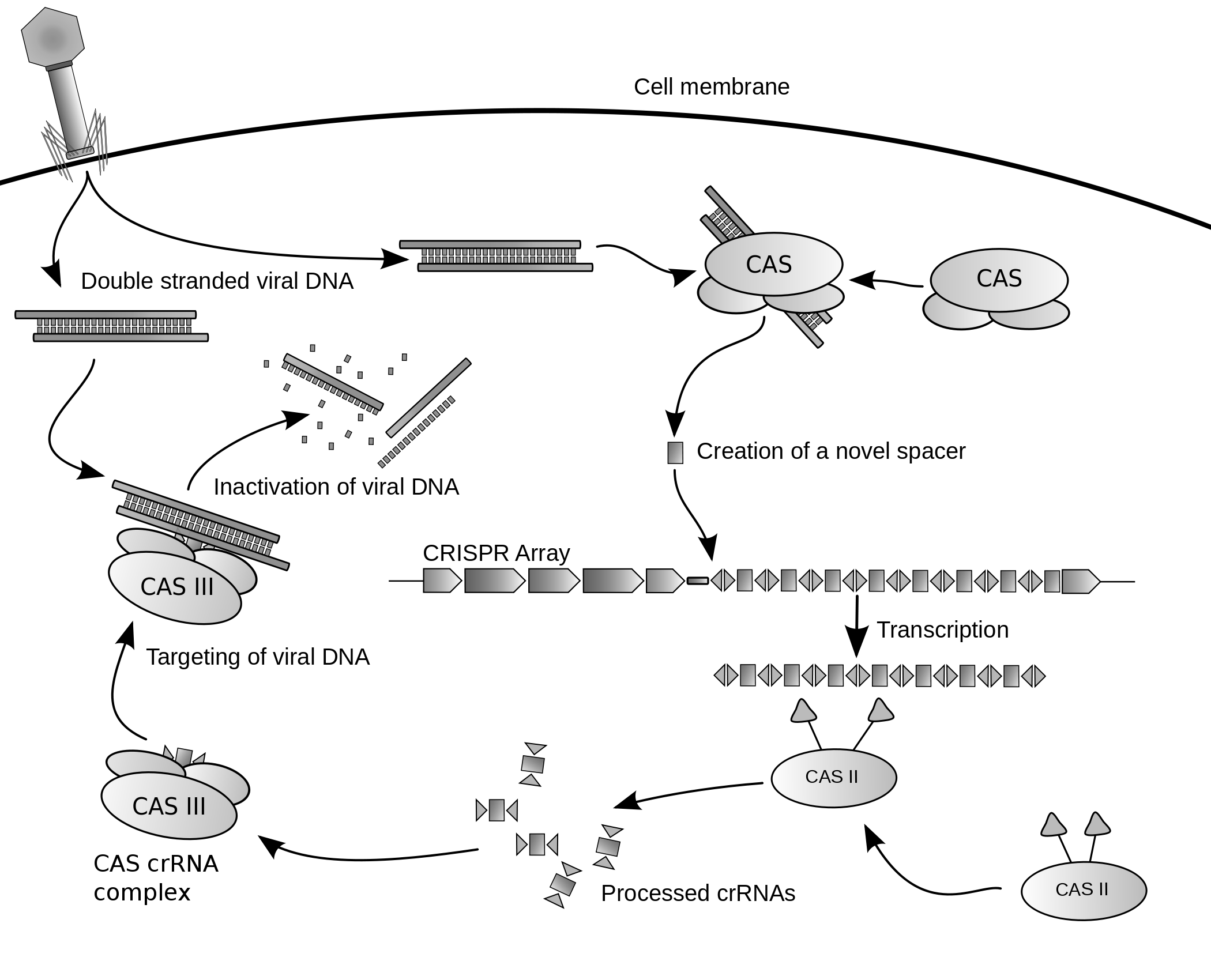
Gensaxen CRISPR/Cas9. Bilden visar ett diagram över CRISPR-prokaryota antivirala försvarsmekanism.

Emmanuelle Charpentier är en ledande och innovativ forskare om reglering av mekanismer som styr infektions-processer och immunitet av sjukdomsframkallande bakterier. Hennes forskning fokuserar på molekylärbiologisk forskning om infektionssjukdomar och genreglering med hjälp av (bakteriell) ribonukleinsyra (RNA). Charpentier forskar kring patogena bakteriers förmåga att försvara sig mot främmande DNA, som invaderar bakteriecellen t.ex. genom bakteriofagers aktivitet.  Det var under sin tid som gruppledare vid MIMS i Umeå som Charpentier – delvis i ett forskningssamarbete med Jennifer Doudna vid University of California i Berkeley, USA – upptäckte mekanismerna bakom CRISPR/Cas9-systemet, vilket ledde till utvecklingen av ett verktyg – ofta kallad "genteknisk sax" – som ger forskare möjlighet att redigera och ändra organismers DNA.
I april 2016 publicerade Charpentier tillsammans med fyra kolleger vid Max Planck-institutet – varav två, Anaïs Le Rhun och Ines Fonfara, även var knutna till MIMS i Umeå – nya upptäckter om ett annat enzym, Cpf1, som kan editera arvsmassa både i DNA och RNA utan hjälp av andra enzymer.

## Utmärkelser i urval

### Akademier
- 2014 vald medlem i European Molecular Biology Organisation EMBO,[18]
- 2015 invald till American Academy of Microbiology[19]
- 2015 invald medlem i Max-Planck-Gesellschaft i Tyskland[20]
- 2015 vald medlem i Nationale Akademie der Wissenschaften Leopoldina[21]
- 2015 invald utländsk medlem i Kungliga Vetenskapsakademien i Sverige.[22]
- 2016 invald som medlem i Berlin-Brandenburgischen Akademie der Wissenschaften[23]
- 2016 invald medlem i Österreichische Akademie der Wissenschaften[24]
- 2017 invald utländsk ledamot av The National Academy of Sciences i USA[25]
- 2017 invald medlem i Franska vetenskapsakademin[26]
- 2017 invald utländsk ledamot av Kungliga Ingenjörsvetenskapsakademien i Sverige
- 2017 invald medlem i American Association for Cancer Research i USA[27]
- 2017 invald medlem i Deutschen Akademie der Technikwissenschaften, Acatech[28]

### Hedersdoktorat
- 2016 – École Polytechnique Fédéral de Lausanne, Schweiz[29]
- 2016 – New York University, USA[30]
- 2016 – Katholieke Universiteit KU Leuven, Belgien[31]
- 2017 – Hong Kong University of Science and Technology[32]
- 2017 – University of Western Ontario, London, Kanada[33]
- 2017 – Umeå universitet[34]
- 2018 – Université catholique de Louvain, Belgien[35]
- 2018 – University of Cambridge[36]

### Priser och utmärkelser
- 2009 –  Theodor Körner Prize for Science and Culture
- 2011 –  Fernströmpriset till unga forskare[37]
- 2014 –  Göran Gustafssonpriset[38]
- 2014 –  Dr Paul Janssen Award for Biomedical Research[39] (tillsammans med Jennifer Doudna)
- 2014 –  Grand Prix Jean-Pierre Lecoq (Franska Vetenskapsakademin)[40]
- 2014 –  Jacob Heskel Gabbay Award[41] (tillsammans med Feng Zhang och Jennifer Doudna)
- 2014 –  Alexander von Humboldt-Professur (2014-2019)[42]
- 2015 –  The Breakthrough Prize in Life Sciences[43] (tillsammans med Jennifer Doudna)
- 2015 –  International Society for Transgenic Technologies Prize[44] (tillsammans med Jennifer Doudna)
- 2015 –  Vetenskapspriset av delstaten Niedersachsen[45]
- 2015 –  Louis-Jeantetpriset i medicin[46]
- 2015 –  Ernst Jung-priset i medicin[47]
- 2015 –  Meira and Shaul G. Massry Prize[48] (tillsammans med Philippe Horvath och Jennifer Doudna
- 2015 –  Prinsessan av Asturiens vetenskapspris (tillsammans med Jennifer Doudna)[49]
- 2015 –  Gruber Foundation International Prize in Genetics (tillsammans med Jennifer Doudna)[50]
- 2015 –  Umeå universitets jubileumspris: The MIMS Excellence by Choice Programme[13]
- 2015 –  Carusmedaljen, från den nationella tyska vetenskapsakademin Leopoldina[51][52]
- 2015 –  Max Delbrück Lecture, German Genetics Society[53]
- 2015 –  Familje Hansen-priset, Bayer Foundations[54]
- 2016 –   Riddare av Hederslegionen[55], 1 januari 2016
- 2016 –  HFSP (International Human Frontier Science Program Organization) Nakasone Award (tillsammans med Jennifer Doudna)[56]
- 2016 –  Leibniz-priset från Deutsche Forschungsgemeinschaft (German research Foundation)[57]
- 2016 –  Forska!Sveriges forskarutmärkelse[58]
- 2016 –  Tang-priset för biomedicinsk forskning (tillsammans med Jennifer Doudna och Feng Zhang)[59]
- 2016 –  Meyenburg- priset (tyska Cancerforskningscentret DKFZ)[60]
- 2016 –  Canada Gairdner International Award[61]
- 2016 –  Warren Alpert Foundation Prize (tillsammans med Rodolphe Barrangou, Jennifer Doudna, Philippe Horvath, Virginijus Siksnys)[62]
- 2016 –  Otto-Warburg-medaljen (tyska sällskapet för biokemie och molekylärbiologi)[63]
- 2016 –  L'Oréal-Unesco For Women in Science-priset[64]
- 2017 –  Japanpriset i Life Sciences (tillsammans med Jennifer Doudna)[65]
- 2017 –  Albany Medical Center-priset (tillsammans mit Jennifer Doudna, Luciano Marraffini, Francisco Juan Martínez Mojica und Feng Zhang)[66]
- 2017 –  Novozymes-priset (tillsammans med Virginijus Siksnys)[67]
- 2017 –  Tyska innovationspriset Extrapriset  "Future Thinker"[68]
- 2018 –  Kavlipriset (tillsammans med Jennifer Doudna, Virginijus Šikšnys)[69]
- 2018 –  Aachener Ingenieurs-priset[70]
- 2018 –  "V de Vida"-priset av spanska sällskapet mot cancer (La Asociación Española Contra el Cánce - AECC)[71]
- 2018 –  Hedersmedalj av Amerikanska Cancersällskapets (American Cancer Society)[72]
- 2018 –  Österreichisches Ehrenzeichen für Wissenschaft und Kunst[73]
- 2019 –  Scheelepriset av Apotekarsocieteten[74]
- 2020 –  Nobelpriset i kemi[9]
- 2023 –  Hedersmedborgare i Umeå[75]

### Fotnoter
1. ↑  läs online, www.ambafrance-es.org .[källa från Wikidata]
2. ↑  läs online, www.mpg.de .[källa från Wikidata]
3. ↑  Leo van de Pas, Genealogics, 2003, genealogics.org person-ID: I00726135.[källa från Wikidata]
4. 1 2  läs online, www.emmanuelle-charpentier-pr.org .[källa från Wikidata]
5. ↑  Tjeckiska nationalbibliotekets databas, NKC-ID: ntk20201096835, läst: 19 december 2022.[källa från Wikidata]
6. ↑  Chinese Professor Wins 2016 L’Oréal-UNESCO For Women In Science Award – Asian Scientist Magazine (på engelska), läs online, läst: 12 mars 2025.[källa från Wikidata]
7. ↑  ORCID Public Data File 2023, 27 september 2023, 10.23640/07243.24204912.V1, läs onlineläs online, läst: 10 november 2023.[källa från Wikidata]
8. ↑  ”Max Planck Institute for Infection Biology, Berlin: Prof. Emmanuelle Charpentier, Ph.D.”. https://www.mpg.de/9343753/infektionsbiologie-charpentier. Läst 29 juni 2016.
9. 1 2  ”Nobelpriset i kemi 2020” (pdf). Kungliga vetenskapsakademien. 7 oktober 2020. https://www.nobelprize.org/uploads/2020/10/press-chemistryprize2020-swedish.pdf. Läst 7 oktober 2020.
10. ↑  ”Alexander von Humboldt-Foundation - AHP Award Winners 2014”. www.humboldt-foundation.de. Arkiverad från originalet den 12 december 2019. https://web.archive.org/web/20191212024100/http://www.humboldt-foundation.de/web/ahp-2014-en.html. Läst 3 oktober 2015.
11. ↑  ”Emmanuelle Charpentier to become a Director at the Max Planck Institute for Infection Biology in Berlin”. Max-Planck-Gesellschaft. 23 juli 2015. http://www.mpg.de/9334617/emmanuelle-charpentier. Läst 10 augusti 2015.
12. ↑  ”CRISPR discoverer gets own research institute”. https://biooekonomie.de/en/nachrichten/crispr-discoverer-gets-own-research-institute. Läst 30 september 2019.
13. 1 2  Grundström Mitz, Mattias (24 juni 2015). ”Umeå universitets EC Jubileumspris 2015”. Umeå universitet. Arkiverad från originalet den 29 juni 2015. https://web.archive.org/web/20150629010444/http://www.medfak.umu.se/om-fakulteten/aktuellt/nyhetsvisning//umea-universitets-ec-jubileumspris-2015.cid253978. Läst 10 augusti 2015.
14. ↑  CRISPR Therapeutics, About us Arkiverad 6 augusti 2015 hämtat från the Wayback Machine. Läst 2015-04-09
15. ↑  Östman, Annika (5 februari 2015). ”Knivskarp teknik förändrar gener”. Sveriges Radio – Vetandets värld. http://sverigesradio.se/sida/artikel.aspx?programid=412&artikel=6086022. Läst 14 augusti 2015.
16. ↑  ”Cpf1: CRISPR-enzyme scissors cutting both RNA and DNA”. Max Planck Institute for Infection Biology. 20 april 2016. Arkiverad från originalet den 17 juni 2016. https://web.archive.org/web/20160617183609/http://www.mpiib-berlin.mpg.de/1699990/news_publication_10464388?c=2285. Läst 27 april 2016.
17. ↑  ”The CRISPR-associated DNA-cleaving enzyme Cpf1 also processes precursor CRISPR RNA”. Nature. 20 april 2016. http://www.nature.com/nature/journal/vaop/ncurrent/full/nature17945.html. Läst 27 april 2016.
18. ↑  ”Find people in the EMBO Communities Home”. people.embo.org. http://people.embo.org/profile/emmanuelle-charpentier. Läst 3 oktober 2015.
19. ↑  ”79 Fellows elected to the American Academy of Microbiology” (på engelska). American Association for the Advancement of Science. 3 mars 2015. https://www.eurekalert.org/news-releases/703471. Läst 2 maj 2021.
20. ↑  ”Scientific Members/Emmanuelle Charpentier”. https://www.mpg.de/9343753/infektionsbiologie-charpentier. Läst 25 september 2018.
21. ↑  ”Mitgliederverzeichnis”. www.leopoldina.org. http://www.leopoldina.org/de/mitglieder/mitgliederverzeichnis/member/8161/. Läst 3 oktober 2015.
22. ↑  ”Tre nya ledamöter invalda i akademien”. Kungliga Vetenskapsakademien. 2015-11-19. Arkiverad från originalet den 2 augusti 2021. https://web.archive.org/web/20210802123607/https://www.kva.se/sv/nyheter/tre-nya-ledamoter-invalda-i-akademien-november. Läst 20 november 2015.
23. ↑  ”Die Akademie - Mitglieder- Emmanuelle Charpentier”. Arkiverad från originalet den 30 augusti 2019. https://web.archive.org/web/20190830082243/http://www.bbaw.de/die-akademie/mitglieder/13012. Läst 24 september 2018.
24. ↑  ”Mitglieder der ÖAW/Prof. Emmanuelle Charpentier, PhD”. https://www.oeaw.ac.at/m/charpentier-emmanuelle/. Läst 25 september 2018.
25. ↑  ”National Academy of Sciences Members and Foreign Associates Elected” (på engelska). The National Academy of Sciences. 2 maj 2017. http://www.nasonline.org/news-and-multimedia/news/may-2-2017-NAS-Election.html. Läst 11 maj 2017.
26. ↑  Florent Gozo. ”Dix-huit nouveauz membres élus à l'Acadèmie des sciences - pressmeddelande på franska”. Pressmeddelande Adadémie des sciences. http://www.academie-sciences.fr/pdf/membre/election_051217.pdf.
27. ↑  ”AACR Academy Highlights”. Arkiverad från originalet den 25 september 2018. https://web.archive.org/web/20180925104405/https://www.aacr.org/Membership/Pages/AACR-Academy-Highlights.aspx. Läst 25 september 2018.
28. ↑  ”Acatech Mitglieder haben 35 Wissenschaftlerinnen und Wissenschaftler in ihre Reihen gewählt”. https://www.acatech.de/allgemein/acatech-mitglieder-haben-35-wissenschaftlerinnen-und-wissenschaftler-in-ihre-reihen-gewaehlt/. Läst 25 september 2018.
29. ↑  Sarah Bourquenoud. ”EPFL celebrates its new graduates”. https://actu.epfl.ch/news/epfl-celebrates-its-new-graduates/. Läst 25 september 2018.
30. ↑  ”Darren Walker, Ford Foundation President, to Speak at NYU’s Commencement - Honorary Degree Recipients also Include Scientist Emmanuelle Charpentier, Actor/Director and NYU Alum Billy Crystal, Congressman and Civil Rights Leader John Lewis, and Judge Margaret Marshall”. https://www.nyu.edu/about/news-publications/news/2016/march/darren-walker-ford-foundation-president-to-speak-at-nyus-commencement.html. Läst 25 september 2018.
31. ↑  ”Patron Saint's day 2016”. https://www.kuleuven.be/communicatie/congresbureau/evenementen/patron-saints-day/2016/patron-saints-day. Läst 25 september 2018.
32. ↑  ”HKUST Holds 25th Congregation Conferring Honorary Doctorates on Four Distinguished Academics and Community Leaders”. https://www.ust.hk/about-hkust/media-relations/press-releases/hkust-holds-25th-congregation-conferring-honorary-doctorates-four-distinguished-academics-community-leaders/. Läst 25 september 2018.[död länk]
33. ↑  ”Convocation celebrates graduates, luminaries”. https://mediarelations.uwo.ca/2017/10/23/5017/. Läst 25 september 2018.
34. ↑  ”Lista över hedersdoktorer vid Umeå universitet”. Arkiverad från originalet den 1 juli 2019. https://web.archive.org/web/20190701112019/https://www.umu.se/om-umea-universitet/nyheter-och-evenemang/akademiska-hogtider/arshogtiden/Lista-over-hedersdoktorer/. Läst 25 september 2018.
35. ↑  ”Un Institut qui fête ses 20 ans de Sciences de la Vie”. Arkiverad från originalet den 25 september 2018. https://web.archive.org/web/20180925104232/https://uclouvain.be/fr/chercher/actualites/un-institut-qui-fete-ses-20-ans-de-sciences-de-la-vie.html. Läst 25 september 2018.
36. ↑  ”Darwin hosts Professor Emmanuelle Charpentier”. Arkiverad från originalet den 26 augusti 2019. https://web.archive.org/web/20190826205648/http://www.darwin.cam.ac.uk/search/content/Emmanuelle%20Charpentier. Läst 28 september 2018.
37. ↑  Umeå universitet: "Fernströmpriset 2011 till infektionsforskare" Arkiverad 15 april 2015 hämtat från the Wayback Machine. läst 2015-04-09
38. ↑  Kungliga Vetensapsakademien: Göran Gustafssonprisen 2014 Arkiverad 14 juli 2015 hämtat från the Wayback Machine. Läst 2015-04-09
39. ↑  Umeå universitet: "Emmanuelle Charpentier tilldelas Dr Paul Janssen Award for Biomedical Research" Arkiverad 15 april 2015 hämtat från the Wayback Machine. Läst 2015-04-09
40. ↑  ”MIMS - Curriculum Vitae Emmanuelle Charpentier”. www.mims.umu.se. Arkiverad från originalet den 1 november 2015. https://web.archive.org/web/20151101111003/http://www.mims.umu.se/groups/emmanuelle-charpentier/cv-charpentier.html#. Läst 3 oktober 2015.
41. ↑  Umeå universitet: "Emmanuelle Charpentier får Jacob Heskel Gabbay Award" Arkiverad 15 april 2015 hämtat från the Wayback Machine. Läst 2015-04-09
42. ↑  ”Emmanuelle Charpentier”. Arkiverad från originalet den 27 september 2018. https://web.archive.org/web/20180927125239/https://www.humboldt-professur.de/en/preistraeger/preistraeger-2014/charpentier-emmanuelle-marie. Läst 27 september 2018.
43. ↑  Breakthrough Prize.org – Laureates – Emmanuelle Charpentier  Läst 2017-06-20
44. ↑  ”The 11th ISTT Prize jointly awarded to Jennifer Doudna and Emmanuelle Charpentier”. 18 april 2015. Arkiverad från originalet den 11 augusti 2015. https://web.archive.org/web/20150811033638/http://transtechsociety.org/blog/?p=1569. Läst 14 augusti 2015.
45. ↑  ”Wissenschaftspreis Niedersachsen 2015”. https://www.mwk.niedersachsen.de/startseite/forschung/forschungsfoerderung/wissenschaftspreise/wissenschaftspreis_niedersachsen_2015/wissenschaftspreis-niedersachsen-2015-128922.html. Läst 27 september 2015.
46. ↑  Foundation Louis-Janet: "The 2015 Louis-Jeantet Prize-Winners" Läst 2015-04-09
47. ↑  ”Laureates 2015 – Professor Emmanuelle Charpentier” (på Engelska). Jung-Stiftung für Wissenschaft und Forschung. maj 2015. Arkiverad från originalet den 25 september 2015. https://web.archive.org/web/20150925235243/https://www.jung-stiftung.de/en/die-jung-stiftung-1/ernst-jung-preis-fuer-medizin/2015/laureates-2015. Läst 6 maj 2015.
48. ↑  ”Massry winners helped launch gene editing revolution”. https://keck.usc.edu/massry-winners-helped-launch-gene-editing-revolution/. Läst 27 september 2018.
49. ↑  TT (28 maj 2015). ”Umeå-professor får spanskt pris”. Aftonbladet. http://www.aftonbladet.se/senastenytt/ttnyheter/inrikes/article20872717.ab. Läst 29 maj 2015.
50. ↑  ”YaleNews: Gruber Foundation honors excellence in neuroscience, cosmology, and genetics” (på engelska). Yale University. 16 juni 2015. http://news.yale.edu/2015/06/16/gruber-foundation-honors-excellence-neuroscience-cosmology-and-genetics. Läst 17 juni 2015.
51. ↑  ”Leopoldina verleiht zwei Wissenschaftlern Carus-Medaillen”. Umeå universitet. 7 september 2015. http://www.leopoldina.org/en/about-us/distinctions-of-the-academy/medals/carus-medal/. Läst 8 september 2015.
52. ↑  ”Leopoldina verleiht zwei Wissenschaftlern Carus-Medaillen”. Leopoldina. Nationale Akademie der Wissenschaften. 7 september 2015. http://www.leopoldina.org/de/presse/pressemitteilungen/pressemitteilung/press/2336/. Läst 8 september 2015.
53. ↑  ”Annual Conference of the German Genetics Society: Programme”. www.genetics-conference.de. Arkiverad från originalet den 19 september 2015. https://web.archive.org/web/20150919114654/http://www.genetics-conference.de/programme/. Läst 3 oktober 2015.
54. ↑  ”Basic Medical Research”. Arkiverad från originalet den 27 september 2018. https://web.archive.org/web/20180927024706/http://www.bayer-foundations.com/en/hansen-family-award.aspx. Läst 27 september 2018.
55. ↑  ”Promotion de la Légion d’honneur du 1er janvier 2016” (på franska). 31 december 2015. http://www.legiondhonneur.fr/en/actualites/promotion-de-la-legion-dhonneur-du-1er-janvier-2016/838/1. Läst 14 januari 2016.
56. ↑  ”The 2016 HFSP Nakasone Award goes to Emmanuelle Charpentier & Jennifer Doudna”. Arkiverad från originalet den 27 september 2018. https://web.archive.org/web/20180927165111/http://www.hfsp.org/awardees/hfsp-nakasone-award/2016-award. Läst 28 september 2018.
57. ↑  ”Leibniz Prizes 2016: DFG Honours Ten Researchers” (på engelska). Deutsche Forschungsgemeinschaft. 10 december 2015. Arkiverad från originalet den 26 november 2018. https://web.archive.org/web/20181126113052/http://www.dfg.de/en/service/press/press_releases/2015/press_release_no_58/index.html. Läst 20 juni 2016.
58. ↑  ”Emmanuelle Charpentier får Forska!Sveriges forskarutmärkelse 2016”. Forska!Sverige. 27 april 2016. http://www.forskasverige.se/forskasveriges-utmarkelser-2016-2016-04-27/. Läst 27 april 2016.
59. ↑  ”Three scientists win Tang Prize in biopharmaceutical science (update)” (på engelska). Focus Taiwan News Channel. 19 juni 2016. http://focustaiwan.tw/news/aedu/201606190006.aspx. Läst 20 juni 2016.
60. ↑  ”Programmable gene scissors revolutionize life sciences - Meyenburg Prize 2016 goes to Emmanuelle Charpentier”. https://www.dkfz.de/en/presse/pressemitteilungen/2016/dkfz-pm-16-53-Meyenburg-Prize-2016-goes-to-Emmanuelle-Charpentier.php. Läst 27 september 2018.
61. ↑  ”Emmanuelle Charpentier”. https://gairdner.org/award_winners/emmanuelle-charpentier/. Läst 27 september 2018.
62. ↑  ”Warren Alpert Foundation Prize Recipients”. https://warrenalpert.org/prize-recipients. Läst 27 september 2018.
63. ↑  ”Prof. Emmanuelle Charpentier receives Otto-Warburg-Medal 2016” (på engelska). Informationsdienst Wissenschaft. 8 april 2016. https://nachrichten.idw-online.de/2016/04/08/prof-emmanuelle-charpentier-receives-otto-warburg-medal-2016. Läst 6 februari 2025.
64. ↑  ”Emmanuelle Charpentier vann L’Oréal-UNESCO For Women in Science 2016”. Arkiverad från originalet den 27 september 2018. https://web.archive.org/web/20180927125037/https://institutfrancais-suede.com/emmanuelle-charpentier-vann-loreal-unesco-for-women-in-science-2016/?lang=sv. Läst 27 september 2018.
65. ↑  ”2017 Japan Prize Honors Trailblazers in Life Science and Cryptography” (på engelska). PR Newswire. 1 februari 2017. http://www.prnewswire.com/news-releases/2017-japan-prize-honors-trailblazers-in-life-science-and-cryptography-300400344.html. Läst 2 februari 2017.
66. ↑  ”Albany Medical College - Albany Prize Previous Recipients”. http://www.amc.edu/academic/AlbanyPrize/previous_recipients/index.cfm. Läst 27 september 2018.
67. ↑  ”Novozymes prize won by researchers behind tools for editing the genes of organisms”. Novo Nordisk Foundation. 13 februari 2017. Arkiverad från originalet den 19 mars 2017. https://web.archive.org/web/20170319111245/http://novonordiskfonden.dk/en/content/novozymes-prize-won-researchers-behind-tools-editing-genes-organisms. Läst 22 mars 2017.
68. ↑  ”Die Finalisten 2017”. Arkiverad från originalet den 27 september 2018. https://web.archive.org/web/20180927125304/https://www.der-deutsche-innovationspreis.de/award/die-finalisten-2017/. Läst 27 september 2018.
69. ↑  ”Webcast: Seven Scientific Pioneers Receive the 2018 Kavli Prizes”. Arkiverad från originalet den 25 september 2018. https://web.archive.org/web/20180925105228/http://kavliprize.org/events-and-features/webcast-seven-scientific-pioneers-receive-2018-kavli-prizes. Läst 25 september 2018.
70. ↑  ”Aachen Engineering Award”. http://www.ingenieurpreis-ac.de/en/. Läst 27 september 2018.
71. ↑  ”La AECC concede sus galardones “V de Vida” 2018 a los descubridores de la técnica CRISPR - enbart på spanska pulicerad”. https://www.aecc.es/es/actualidad/noticias/aecc-concede-sus-galardones-v-vida-2018-descubridores-tecnica-crispr. Läst 27 september 2018.
72. ↑  ”Five Distinguished Individuals to be Honored with Highest American Cancer Society Award”. American Cancer Society. http://pressroom.cancer.org/2018-10-17-Five-Distinguished-Individuals-to-be-Honored-with-Highest-American-Cancer-Society-Award. Läst 30 september 2019.
73. ↑  ”Ehrenzeichen an Molekularbiologin Charpentier und Geografin Leitner”. Bundespräsident Alexander Van der Bellen. Arkiverad från originalet den 30 september 2019. https://web.archive.org/web/20190930051850/https://www.bundespraesident.at/aktuelles/detail/news/ehrenzeichen-an-molekularbiologin-charpentier-und-geografin-leitner/. Läst 30 september 2019.
74. ↑  ”2019 års Scheelepris till Emmanuelle Charpentier”. Arkiverad från originalet den 31 juli 2020. https://web.archive.org/web/20200731000039/https://www.apotekarsocieteten.se/2019-ars-scheelepris-till-emmanuelle-charpentier/. Läst 30 september 2019.
75. ↑  ”Emmanuelle Charpentier ny hedersmedborgare i Umeå”. Umeå kommun. https://www.umea.se/flytta/arkiv/arkiv/nyheter/nobelprisvinnandeforskareblirhedersmedborgareiumea.5.37002bd318aee118eed1238b.html. Läst 7 oktober 2023.